# ألبين ستروم
ألبين ستروم هو سياسي سويدي، ولد في 28 نوفمبر 1892 في Ånimskog parish ‏ في السويد، وتوفي في 22 يونيو 1962. نشط حزبياً في حزب العمال الديمقراطي الاشتراكي السويدي. وقد انتخب عضو الغرفة الثانية ‏ عن دائرة Gothenburg Municipality (Riksdag constituency) ‏ (1929 – 1936).